# Festival des Musiques à Brac
Depuis 2007, le Festival des Musiques à Brac accueille à Pont-de-l'Arche des talents du saxophone. Sylvain Malézieux en est le fondateur.

## Historique
En mars 2007, il accueille, par exemple, le Quatuor Habanera qui se constitue depuis sa création en 1993 d'un palmarès peut-être unique de 8 premiers prix internationaux de musique de chambre (Bordeaux, Sanguinetto, Düsseldorf, Osaka).
Ces concerts furent précédés ou suivis d'un stage, où les saxophonistes amateurs venaient répéter, échanger idées et techniques musicales, avec une équipe pédagogique de qualité.
En janvier/février 2008, le festival décide de passer à la vitesse supérieure et affiche dans sa programmation Pierrick Pédron, jazzman de mérite dont le dernier disque ("Deep in Dreams") a été salué par la critique, Jean-Charles Richard, saxophoniste soliste qui peut aussi jouer en ensemble comme le démontre sa participation au Jean-François Baëz Trio qui est lui aussi programmé. Enfin le Quatuor Habanera sera une fois de plus présent dans ce festival.

## Un stage et une équipe pédagogique
En effet un stage est organisé en parallèle dans la ville de Pont-de-l'Arche qui est ouvert à toutes et à tous quel que soit le niveau, avec pour équipe pédagogique :
- Sylvain Malézieux, Gilles Tressos, et Fabrizio Mancuso qui enseignent respectivement aux conservatoires d’Évreux, Poitiers, et Annecy. Pédagogues reconnus, ils souhaitent s’adresser à tous les publics, aussi bien professionnels (master class au Japon, C.N.S.M.D de Paris, formateurs pour les CEFEDEM, Académie Habanera à Poitiers) qu’amateurs (journées régionales, concerts avec harmonies…). Ils sont membres du Quatuor Habanera.

- Guillaume Lemoine, directeur de l’École intercommunale de Pont-de-l’Arche et communauté de communes Seine-Bord et professeur de saxophone à l’école de musique de Serquigny. Il obtint le 1er prix de la ville de Paris en 2005.

- Ludovic Cabot, titulaire d'un DEM et d'un DE de Jazz, qui compose actuellement pour la télévision (Thalassa sur France 3, Envoyé Spécial sur France 2, Pékin Express sur M6, documentaires animaliers pour Canal+) et pour le théâtre dans « Mots Dits Musiciens » d’Olivier Baucheron.

- Thomas Dhuvettere, membre du quatuor de saxophones EOLIA et professeur de saxophone à l’École nationale de musique d'Alençon. Il organise également des projets pédagogiques et artistiques autour du saxophone.